# Toxopoda simplex
Toxopoda simplex är en tvåvingeart som beskrevs av Iwasa 1986. Toxopoda simplex ingår i släktet Toxopoda och familjen svängflugor. Inga underarter finns listade i Catalogue of Life.